# Приозёрный (Архангельская область)
Приозёрный — посёлок в Верхнетоемском муниципальном округе Архангельской области России.

## География
Посёлок находится в юго-восточной части Архангельской области, в подзоне средней тайги, в пределах северной окраины Восточно-Европейской равнины, на левом берегу Северной Двины, на расстоянии примерно 2 км (по прямой) к юго-западу от села Верхняя Тойма, административного центра округа. Абсолютная высота — 47 м над уровнем моря.

### Часовой пояс
Посёлок Приозёрный, как и вся Архангельская область, находится в часовой зоне МСК (московское время). Смещение применяемого времени относительно UTC составляет +3:00.

## Население
| 2002 | 2010 | 2012 |
| ---- | ---- | ---- |
| 199  | ↘190 | ↗208 |

### Национальный состав
Согласно результатам переписи 2002 года, в национальной структуре населения русские составляли 95 %.